# Домінус
Домінус (лат. Dominus) — латинське слово, що означає пан, господар або власник.  
В якості суверенного титулу використовувався у Римській республіки (до грецького значення тиран)по відношенню до тих правителів, що відмовилися під час свого правління, від принципу принципату.
Став офіційним титулом римських імператорів при Діоклетіані. Від цього слова походить термін домінат, що використовується для опису політичної системи Римської імперії в 284–476.

## Використання
Домінус є еквівалентом французького слова "sieur", був латинським титулом феодалів, володарів (баронів, князів та лордів), а також церковним та академічним титулом. Еклезіологічний титул в англійській мові відповідає ґоноративу "сер" ("sir"), що було загальним звертанням до настоятелів монастирів. В пізні Середні віки академічно використовувалось щодо бакалаврів мистецтв. Скорочена форма "Дом" використовується як титул ґречності для високопосадовців католицької церкви, а особливо для голів бенедиктинців та інших релігійних орденів.
Жіночий титул "Доміна" надавався шляхетним пані, які власноруч займали баронію (були самостійними власницями титулу баронеси й відповідних земель). В Кембриджському університеті почесний ґоноратив «Доміна» (скорочено: Dna) присвоюється жінкам, які здобули ступінь бакалавра мистецтв, але не ступінь магістра.  
В англійські мові відповідало звертанню "my lady", у французькій "madame", тобто "моя пані".
У формі "дом" або "дон" титул домінус перейшов до Португалії, а також до Бразилії, де використовувались членами королівської родини та іншими особами, яким цей титул надав монарх.
Іспанська форма звертання "Дон" - також похідний від домінус титул, який раніше застосовувався лише до шляхти, але тепер є звертанням ґречності, що стосується будь-якого літнього (або поважного) чоловіка. Жіноча форма звертання Донна аналогічно застосовується до поважних жінок.
В італійській мові титул "Дон" використовується для єпархіальних католицьких священнослужителів та колишньої шляхти Південної Італії. Слово "Донна" стало означенням для жінки у просторіччі. Крім того, Мадонна (моя донна) - одна з найпопулярніших назв Діви Марії в Італії.
У румунській мові слово Domn (жіноче: Doamna) є титулом середньовічних монархів, і ознакою шляхетності. Також латинська фраза "Domine Deus" перетворилася на Dumnezeu, що означає Бог.
Почесний титул "Домінус" носили королі Русі Данило Романович, Юрій І Львович, Андрій Юрійович, Юрій ІІ Болеслав та інші. 
Титул "Russieque dominus et heres" ("Володар та спадкоємець Русі") носили Великі князі Руські; а також Великі князі Литовські та Королі Речі Посполитої, які мали в своїй титулатурі титули "Великий князь Руський, Київський, Волинський, Подільський, Смоленський, Сіверський, Чернігівський, тощо".